# The Buccaneers (serie televisiva 1956)
The Buccaneers è una serie televisiva composta da 39 episodi, andati in onda in prima visione tra il 1956 ed il 1957.
La serie interpretata da Robert Shaw nei panni di Dan Tempest, segue le sue avventure e del suo equipaggio di pirati mentre navigavano attraverso i sette mari a bordo dell'imbarcazione La Sultana.

## Produzione
L'intera serie comprende 39 episodi in bianco e nero della durata di 30 minuti circa. Prodotta da Hannah Weinstein e Sidney Cole per Sapphire Films Limited e diretta da Ralph Smart. Le riprese vennero fatte dalla Studios Nettlefold a Walton-on-Thames facendo uso di un modello di prua di una nave in uno studio e di alcuni edifici e sfondi che vennero dipinti. Alcune scene furono girate all'esterno perché non potevano essere realizzate in uno studio.

## Cast
- Robert Shaw: Dan Tempest
- Alec Clunes: Woodes Rogers negli episodi 1-3.
- Peter Hammond: Edward Beamish.
- Brian Rawlinson: Gaff Guernsey
- Paul Hansard: Taffy
- Wilfred Downing: Dickon
- Edwin Richfield: Armando
- Neil Hallett: Sam Bassett
- Willoughby Gray: Pop

## Edizioni home video
La serie completa è disponibile su DVD R2 nel Regno Unito. C'è un certo numero di DVD della serie di pubblico dominio nel mercato nordamericano, oltre ad una serie completa di rilascio.

## Episodi
| n° | Titolo                             | Prima TV          |
| -- | ---------------------------------- | ----------------- |
| 1  | Blackbeard                         | 19 settembre 1956 |
| 2  | The Raiders                        | 26 settembre 1956 |
| 3  | Captain Dan Tempest                | 3 ottobre 1956    |
| 4  | Dan Tempest's War with Spain       | 10 ottobre 1956   |
| 5  | The Wasp                           | 17 ottobre 1956   |
| 6  | Whale Gold                         | 24 ottobre 1956   |
| 7  | The Slave Ship                     | 31 ottobre 1956   |
| 8  | Gunpowder Plot                     | 7 novembre 1956   |
| 9  | The Ladies                         | 14 novembre 1956  |
| 10 | The Surgeon of Sangre Rojo         | 21 novembre 1956  |
| 11 | Before the Mast                    | 28 novembre 1956  |
| 12 | Dan Tempest and the Amazons        | 5 dicembre 1956   |
| 13 | The Articles of War                | 12 dicembre 1956  |
| 14 | The Hand of the Hawk               | 19 dicembre 1956  |
| 15 | Marooned                           | 2 gennaio 1957    |
| 16 | Gentleman Jack and the Lady        | 9 gennaio 1957    |
| 17 | Mr Beamish and the Hangman's Noose | 16 gennaio 1957   |
| 18 | Dead Man's Rock                    | 23 gennaio 1957   |
| 19 | Blood Will Tell                    | 30 gennaio 1957   |
| 20 | Dangerous Cargo                    | 6 febbraio 1957   |
| 21 | The Return of Calico Jack          | 13 febbraio 1957  |
| 22 | Ghost Ship                         | 20 febbraio 1957  |
| 23 | Conquistador                       | 27 febbraio 1957  |
| 24 | Mother Doughty's Crew"             | 6 marzo 1957      |
| 25 | Conquest of New Providence         | 13 marzo 1957     |
| 26 | Hurricane                          | 20 marzo 1957     |
| 27 | Cutlass Wedding                    | 27 marzo 1957     |
| 28 | The Aztec Treasure                 | 3 aprile 1957     |
| 29 | Pride of Andalusia                 | 10 aprile 1957    |
| 30 | Dan Tempest Holds an Auction       | 17 aprile 1957    |
| 31 | The Spy Aboard                     | 24 aprile 1957    |
| 32 | Flip and Jenny                     | 1º maggio 1957    |
| 33 | Indian Fighters                    | 8 maggio 1957     |
| 34 | Mistress Higgin's Treasure         | 15 maggio 1957    |
| 35 | To the Rescue                      | 22 maggio 1957    |
| 36 | The Decoy                          | 29 maggio 1957    |
| 37 | Instrument of War                  | 5 giugno 1957     |
| 38 | Pirate Honour                      | 12 giugno 1957    |
| 39 | Printer's Devil                    | 19 giugno 1957    |